# My Early Burglary Years
My Early Burglary Years er titlen på et slags opsamlingsalbum af sangeren og sangskriveren Morrissey; udgivet i september og oktober 1998. 

## Spor
1. "Sunny" – 2:43  [single A-side]
2. "At Amber" – 2:44  [B-side of "Piccadilly Palare"]
3. "Cosmic Dancer" [live in Costa Mesa, June 1, 1991] – 3:56  [previously unreleased, T. Rex cover]
4. "Nobody Loves Us" – 4:50  [B-side of "Dagenham Dave"]
5. "A Swallow on My Neck" – 2:50  [B-side of "Sunny"]
6. "Sister I'm a Poet" – 2:27  [B-side of "Everyday Is Like Sunday"]
7. "Black-Eyed Susan" – 4:07  [B-side of "Sunny"]
8. "Michael's Bones" – 3:08  [B-side of "The Last of the Famous International Playboys"]
9. "I'd Love To" [US version] – 4:50  [B-side of "The More You Ignore Me, The Closer I Get" US CD single]
10. "Reader Meet Author" – 3:42  [from Southpaw Grammar]
11. "Pashernate Love" – 2:23  [B-side of "You're the One for Me, Fatty"]
12. "Girl Least Likely To" – 4:51  [B-side of "November Spawned a Monster"]
13. "Jack the Ripper" [live in Paris, December 22, 1992] – 4:11  [from Beethoven was Deaf & B-side of "Now My Heart Is Full"]
14. "I've Changed My Plea to Guilty" [US version] – 3:14  [edited version of B-side of "My Love Life"]
15. "The Boy Racer" – 4:45  [from Southpaw Grammar]
16. "Boxers" – 3:30  [single A-side]